# لورانس هوغن
لورانس هوغن (بالإنجليزية: Lawrence Hogan)‏ هو محامي وسياسي أمريكي، ولد في 30 سبتمبر 1928 في بوسطن في الولايات المتحدة، وتوفي في 20 أبريل 2017 في أنابولس في الولايات المتحدة بسبب سكتة. حزبياً، نشط في الحزب الجمهوري. وقد انتخب عضو مجلس النواب الأمريكي.